# Kim Bong-gil
Kim Bong-gil (Incheon, Corea del Sur; 15 de marzo de 1966) es un exfutbolista y entrenador de fútbol de Corea del Sur que jugaba en la posición de extremo. Actualmente es el entrenador del Shaanxi Chang'an Athletic de la Primera Liga China.

## Carrera

### Club
| Periodo   | Club             |
| --------- | ---------------- |
| 1989–1994 | Yukong Elephants |
| 1995–1998 | Jeonnam Dragons  |

### Selección nacional
Jugó para Corea del Sur en cuatro partidos entre 1988 y 1996 sin anotar goles, participó en la Copa Asiática 1988.

### Entrenador
| Periodo   | Club                      |
| --------- | ------------------------- |
| 1999–2001 | Bupyeong High School      |
| 2002–2004 | Baegam High School        |
| 2010      | Incheon United            |
| 2012–2014 | Incheon United            |
| 2017      | Chodang University        |
| 2017–2018 | Corea del Sur U-23        |
| 2018–2019 | Kyeonggi University       |
| 2020–     | Shaanxi Chang'an Athletic |